# Faro de Cabo Sacratif
El Faro de Cabo Sacratif está situado en Torrenueva Costa, Granada, España. Está gestionado por la autoridad portuaria de Motril.

## Historia
Fue construido en 1863 por el ingeniero Constantino Germán. Se trata de una torre de piedra con linterna y galería, que se eleva sobre los cimientos de una torre de vigía anterior.